# Миссиуро, Влодзимеж
Влодзимеж Ян Миссиуро (пол. Włodzimierz Jan Missiuro; 10 декабря 1892, Витебск — 11 апреля 1967, Варшава) — подполковник-врач Войска Польского, специалист в области физиологии, академический преподаватель.

## Биография
Влодзимеж Миссиуро родился 10 декабря 1892 года. Он был сыном Иполита и Марии, урожденной Межун. Окончил медицинский факультет со званием доктора медицинских наук, специализировался на физиологии.
После восстановления независимости Польши он был принят в Войско Польское. 1 июня 1919 года он был произведен в майоры по выслуге лет. В 1923, 1924 годах был сверхурочным офицером 7-го санитарного батальона из Познани, служил в этом городе с ноября 1922 года врачом Центральной военной школы гимнастики и спорта. В 1924 году он остался во Франции учиться в Жуанвиль-ле-Пон, а позже заболел и ушел служить в Авиационный научно-исследовательский институт (с мая 1925 г. его заменил в ЦВШГиС капитан-врач Алойзи Павелек. В 1928 он стал заместителем начальника Центра авиационных и медицинских исследований. В 1932 году служил в Центральном институте физического воспитания в Варшаве. Позднее ему было присвоено звание подполковника-врача. С 1931 года до 1939 г. он был заведующим кафедрой физиологии в Академии физического воспитания в Варшаве.
После начала Второй мировой войны в 1939 году, во время Сентябрьской кампании, он принял участие в эвакуации WCBLL. После советского вторжения в Польшу 17 сентября 1939 года он был арестован Советами днем позже. С 1939 по 1940 год содержался в лагере для военнопленных в Козельске. Затем находился в лагере в Павлищев Боре. С 24 июня 1940 по 31 сентября 1941 находился в заключении в лагере для военнопленных НКВД в Грязовце. По соглашению Сикорского-Майского от 30 июля 1941 года он вновь обрел свободу, а затем присоединился к польской армии в СССР под командованием генерала Владислава Андерса.
С 1942 по 1946 год он был профессором польского медицинского факультета Эдинбургского университета. После войны вернулся в Польшу. В 1946 году он стал профессором Лодзинского университета. Вскоре он стал профессором Академии физического воспитания в Варшаве, где с 1946 по 1967 год снова был заведующим кафедрой физиологии, а с 1947 по 1950 год — деканом университета. С 1950 года он также был профессором Медицинской академии в Варшаве. В 1951 году он стал членом Варшавского научного общества. Являлся организатором, а с 1953 года заведующим Научно-исследовательским институтом физической культуры. В 1962 году он стал заведующим отделением физиологии труда Польской академии наук.
Он публиковал научные работы в области спорта, авиации и физиологии. С 1929 по 1932 год он был редактором ежеквартального журнала «Спортивное и медицинское обозрение» (ежеквартальный журнал, посвященный физиологии, патологии и гигиене спорта, физическому воспитанию и труду). Его помощниками в ZF AWF были Элигиуш Прейслер и Кристина Назар.
Умер 11 апреля 1967 года в Варшаве. Похоронен на Воинском кладбище Повонзки в Варшаве (секция C2-4-1).